# Teplice nad Metují
Teplice nad Metují (deutsch Wekelsdorf, auch Weckelsdorf) ist eine Stadt an der Metuje (Mettau) im ostböhmischen Okres Náchod, Královéhradecký kraj (Tschechien).

## Geographie
Teplice liegt zwischen dem Riesengebirge und dem Falkengebirge am Ostrand der Adersbach-Weckelsdorfer Felsenstadt. Nachbarorte sind Meziměstí und Bohdašín im Nordosten, Police und Žďár im Südosten, Stárkov und Česká Metuje im Süden, Dolní Vernéřovice (Unter Wernersdorf) und Jívka im Südwesten und Janovice im Westen. Südwestlich befindet sich die Ruine der Burg Skály (Bischofstein), südöstlich liegt das Naturschutzgebiet Ostaš.

## Geschichte
Die erste schriftliche Erwähnung datiert aus dem Jahr 1362, in dem der Ort erstmals unter der Bezeichnung „Guweynsdorf alias Teplicz“ in den vom Prager Erzbischof Ernst von Pardubitz begründeten Konfirmationsbüchern genannt wird. Der Ort gehörte damals Tas von Riesenburg.
Der Markt Wekelsdorf hatte am 1. Dezember 1930 1205 Einwohner, am 17. Mai 1939 waren es 1199 und am 22. Mai 1947 842 Einwohner.
Im Juni 1945 wurden oberhalb des Städtchens an der Buková hora 23 Sudetendeutsche, denen vorher die polnischen Behörden an der Grenze zu Schlesien den Übergang verwehrt hatten, von tschechischen Soldaten erschossen.
Jeweils Ende August findet in der Stadt das Internationale Bergsteigerfilmfestival MHFF (Mezinárodní horolezecký filmový festival) statt.

## Stadtgliederung

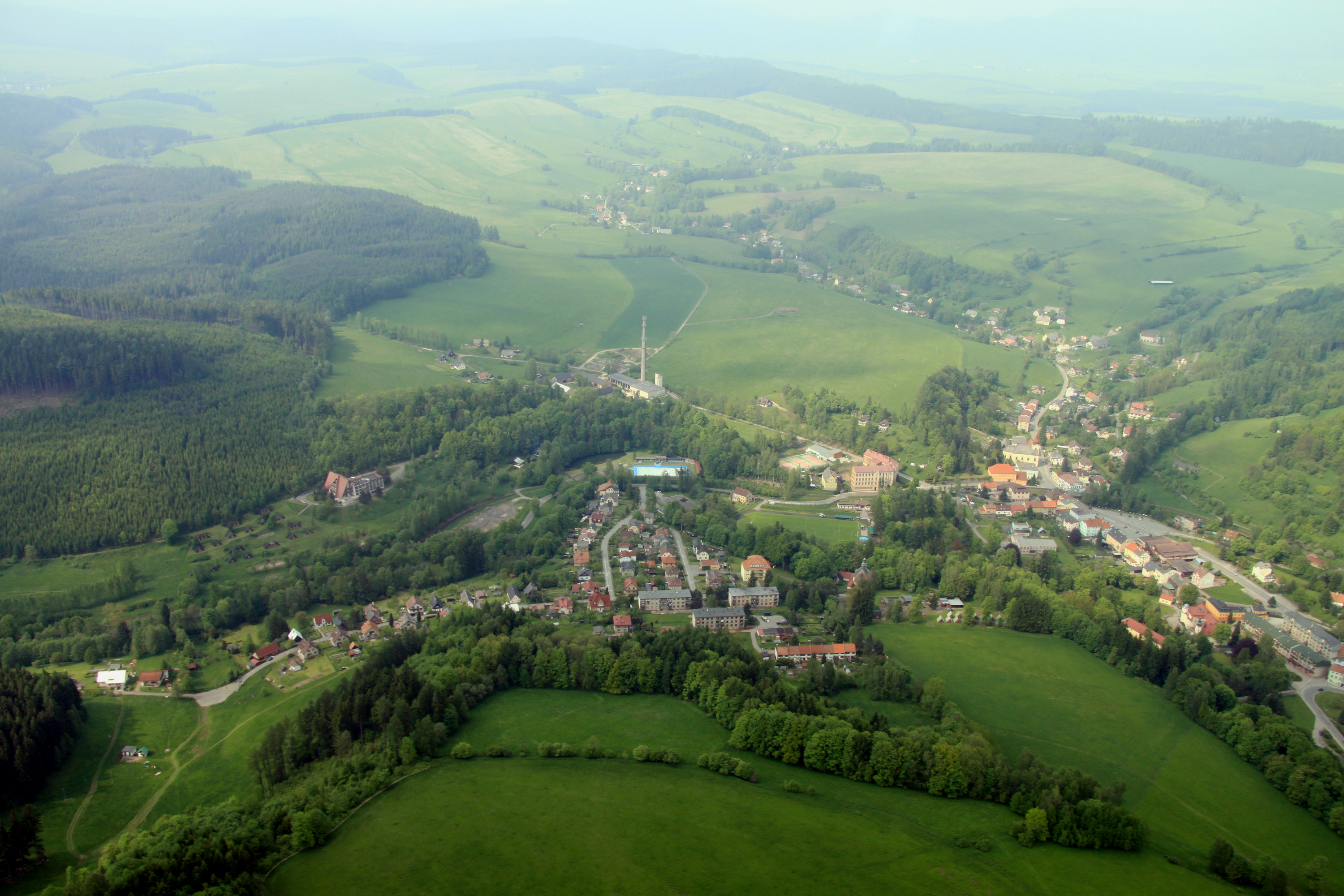
Luftbild

Die Stadt Teplice nad Metují besteht aus den Ortsteilen und Katastralbezirken
- Bohdašín (Bodisch)
- Dědov (Niedermohren) mit Žofiino Údolí (Sophienthal)
- Dolní Teplice (Unterweckelsdorf) mit Zátiší (Fiebichhäuser)
- Horní Teplice (Oberweckelsdorf) mit Střemenské Podhradí (Trmeny)
- Javor (Obermohren)
- Lachov (Löchau)
- Libná (Liebenau) mit der Wüstung Popluží (Vorwerk)
- Skály (Bischofstein) mit der Wüstung Záboř (Bischofsteiner Saborsch)
- Teplice nad Metují (Weckelsdorf) mit Bučnice (Buchwaldsdorf), Kamenec (Stegreifen) und Nový Dvůr (Neuhof)
- Zdoňov (Merkelsdorf)

Grundsiedlungseinheiten sind Bohdašín, Bučnice, Dědov, Dolní Teplice, Horní Teplice, Javor, Lachov, Libná, Nový Dvůr, Skály, Střemenské Podhradí, Teplice nad Metují und Zdoňov.

## Sehenswürdigkeiten

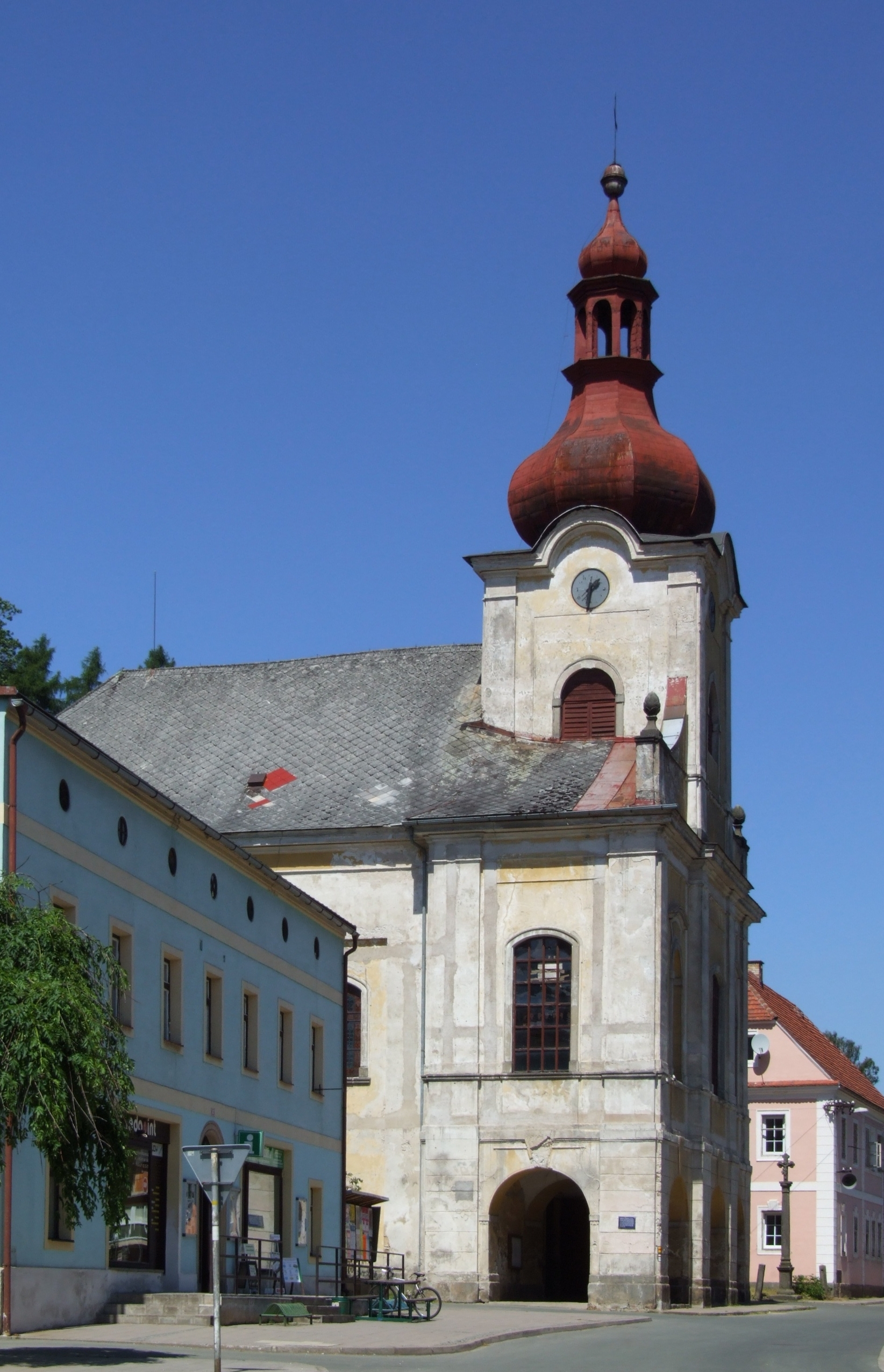
Kirche

- Die St.-Laurentius-Kirche wurde 1724 im Stil des Barock für Johann Straka von Nedabylice (Jan Straka z Nedabylic) errichtet.
- Das Renaissance-Schloss wurde im Jahre 1599 unter Wenzel Bohdanecky von Hodkow (Václav Bohdanecký z Hodkova) errichtet. Heute dient es als Rathaus.
- Das Untere Schloss errichtete 1664 Sigmund Schmiedl von Schmieden (Zikmund Schmiedl ze Schmieden).
- Die Wallfahrtskirche Maria Hilf entstand in den Jahren 1754 bis 1763.
- Burg Skály
- Ruine der Wallfahrtskirche auf dem Kleinen Berg
- Gedenkstätte der Versöhnung an der Buková hora

## Verkehr

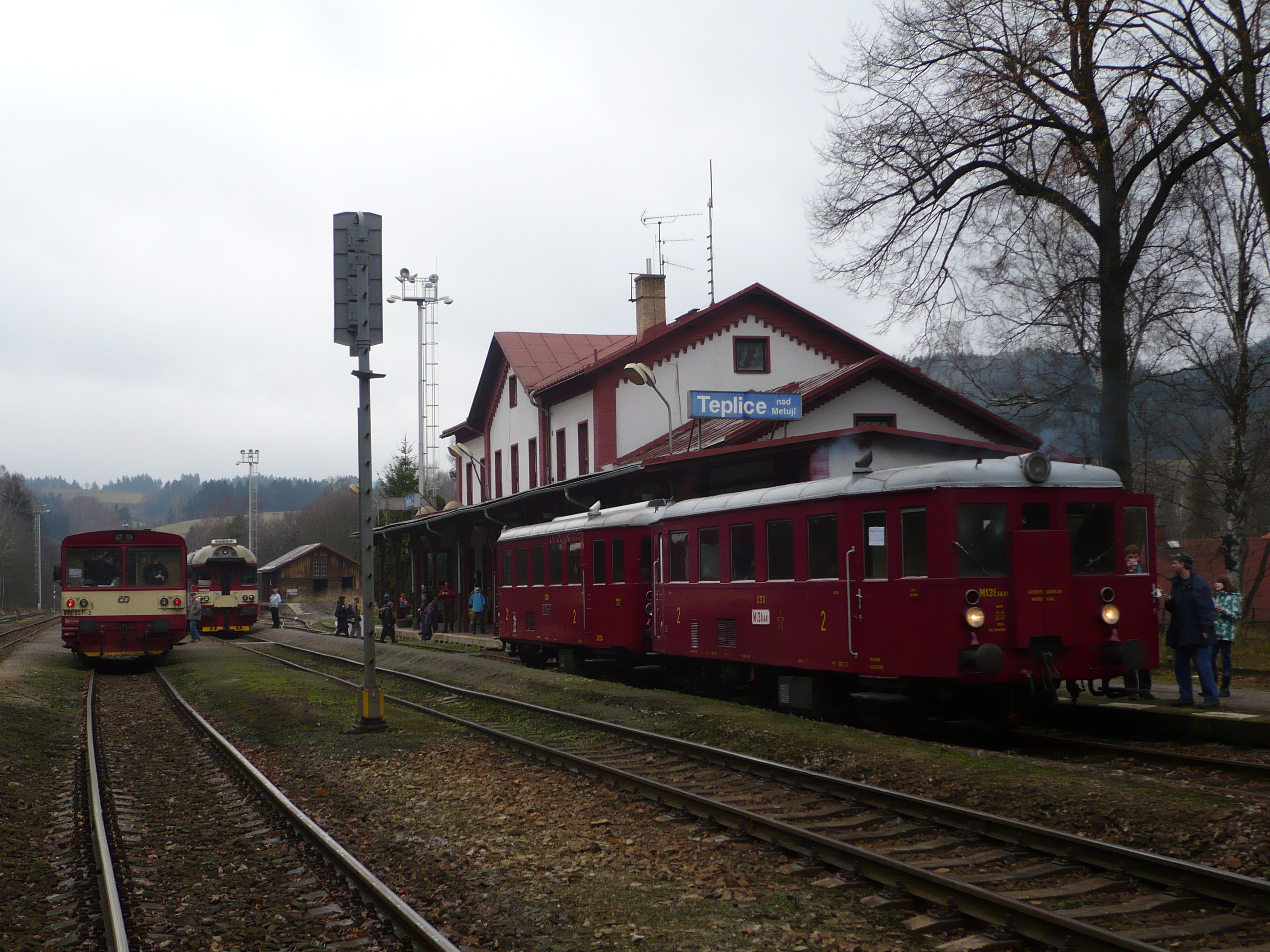
Bahnhof

Teplice nad Metují hat einen Bahnhof an den Bahnstrecken Choceň–Meziměstí und Trutnov–Teplice nad Metují.

## Söhne und Töchter der Stadt
- Josef Tichatschek (1807–1886), Opernsänger
- Franz Moritz Roser (1818–1906), Politiker
- Wilhelm Kaulich (1833–1880), Philosoph und Hochschullehrer
- Wilhelm Suida (1853–1922), Chemiker und Hochschullehrer
- František Hlaváček (1856–1913), Lehrer und dreifacher Mörder
- Ignaz Hofmann (1857–1934), Lehrer, Amateurarchäologe und Sammler
- Sidonie Springer (1878–1937), Malerin und Grafikerin
- Gertie Hampel-Faltis (1897–1944), Lyrikerin und Gutsbesitzerin
- Erwin Grötzbach (1933–2020), deutscher Geograph